# Eparchie chersonská a tavrická
Eparchie Cherson je eparchie ukrajinské pravoslavné církve Moskevského patriarchátu.

## Území a titul biskupa
Zahrnuje správní hranice území Chersonského, Bilozerského, Holoprystaňského, Kalančackého, Skadovského, Olešského, Čaplynského rajónu Chersonské oblasti.
Eparchiálnímu biskupovi náleží titul biskup chersonský a tavrický.

## Historie
Křesťanství na území Tauridy se rozšířilo v prvních staletích. Bylo zde zřízeno několik biskupských stolců; jedním z nich byl Chersonésos.
Dekretem carevny Kateřiny II. ze dne 7. září 1775 bylo území Nového Ruska sjednoceno do slovanské a chersonské eparchie se sídlem v Poltavě. V dubnu 1784 bylo k eparchii připojeno území Krymského chanátu.
Samostatná chersonská eparchie byla zřízena 9. května 1837 oddělením od jekatěrinoslavské eparchie.
Dne 16. listopadu 1889 byla z eparchie oddělena eparchie tavrická.
Roku 1921 byl biskup Prokopij (Titov) jmenován biskupem s titulem biskup oděský a chersonský. V červnu 1925 byl jmenován biskupem chersonským a mykolajivským. Roku 1947 byla eparchie připojena k oděské eparchii a začala se nazývat chersonská. Eparchie sídlila v Oděse. Dne 7. října 1976 byla přejmenovaná na eparchii oděskou.
Dne 11. února 1991 byla chersonská eparchie obnovena jako samostatná.
Dne 14. prosince 2007 byla z části území eparchie zřízena eparchie novokachovská.

## Seznam biskupů
- 1837–1848 Gavriil (Rozanov)
- 1848–1857 Innokentij (Borisov) svatořečený
- 1857–1874 Dimitrij (Muretov)
- 1874–1875 Leontij (Lebedinskij)
- 1875–1877 Ioannikij (Gorskij)
- 1877–1882 Platon (Goroděckij)
- 1882–1883 Dimitrij (Muretov)
- 1883–1890 Nikanor (Brovkovič)
- 1891–1893 Sergij (Ljapiděvskij)
- 1893–1905 Iustin (Ochotin)
- 1905–1913 Dymytrij (Kovalnyckyj)
- 1913–1917 Nazarij (Kirillov)
- 1918–1921 Platon (Rožděstvenskij)
  - 1919–1920 Feodosij (Feodosijiv) dočasný správce
  - 1920–1921 Alexij (Baženov) dočasný správce
- 1921–1923 Prokopij (Titov) svatořečený mučedník
- 1925–1928 Prokopij (Titov)
- 1941–1944 Antonij (Marcenko)
- 1944–1945 Fotij (Topiro)
- 1945–1946 Michail (Rubinskij)
- 1947–1947 Sergij (Larin)
- 1947–1947 Filipp (Stavickij) jmenování odmítl
- 1947–1948 Fotij (Topiro)
- 1948–1956 Nikon (Petin)
- 1956–1965 Boris (Vik)
  - 1965–1965 Antonij (Melnikov) dočasný správce
- 1965–1976 Sergij (Petrov)
- 1991–1992 Leontij (Hudymov)
  - 1992–1992 Lazar (Švec) dočasný správce
- 1992–1996 Ilarion (Šukalo)
  - 1996–1997 Ilarion (Šukalo) dočasný správce
- 1997–1999 Jov (Smakouz)
- 1999–2006 Ionafan (Jeleckich)
- 2006–2008 Ioan (Siopko)
- 2008–2008 Ilarij (Šyškivskyj)
- od 2008 Ioan (Siopko)